# 시무카
시무카(브라흐미 문자:𑀲𑀺𑀫𑀼𑀓, 시무카)는 데칸 지역을 통치했던 사타바하나 왕조에 속한 고대 인도의 왕이다. 그는 나네가트에 있는 사타바하나 비문에 있는 왕족 목록에서 첫 번째 왕으로 언급되어 있다. 푸라나에는 초대 (사타바하나) 왕의 이름이 시브무카, 시슈카, 신두카, 칙사카, 시프라카, 스리무카 등으로 다양하게 표기되어 있다. 이들은 필사본의 복사와 재복사에 따른 "시무카"의 오타로 추정된다.
현존하는 증거에 따르면 시무카의 연대는 확실하게 알 수 없다. 한 학설에 따르면 그는 기원전 3세기에 살았다고 하지만 일반적으로 기원전 1세기에 살았다고 여겨진다. 금석문적 증거는 시무카의 기원전 1세기 연대를 강력히 시사한다. 시무카는 기원전 70-60년으로 추정되는 나네가트 비문에서 당시 왕이었던 사타카르니의 아버지로 언급되는 것으로 보이는데, 이 비문 자체는 고고학적 근거로 기원전 100-70년으로 추정되는 칸하(아마도 시무카의 동생)의 19번 석굴에 있는 나시크 석굴 비문보다 후대에 만들어진 것으로 간주된다. 최근의 자료 분석에 따르면 시무카의 통치 시기는 기원전 120-96년경으로 추정된다.
푸라나의 미래 왕 목록에 따르면, "찬드라굽타 마우리아가 즉위한 지 137년 후, 숭가 왕조가 112년, 칸바 왕조가 45년 동안 통치하고 마지막 왕 수샤르만은 안드라 시무카에 의해 살해될 것"이라고 기록되어 있다. 찬드라굽타 마우리아의 즉위를 기원전 324년으로 본다면, 시무카는 294년 후인 기원전 30년에 통치를 시작했다.

## 시대
틀:Satavahana

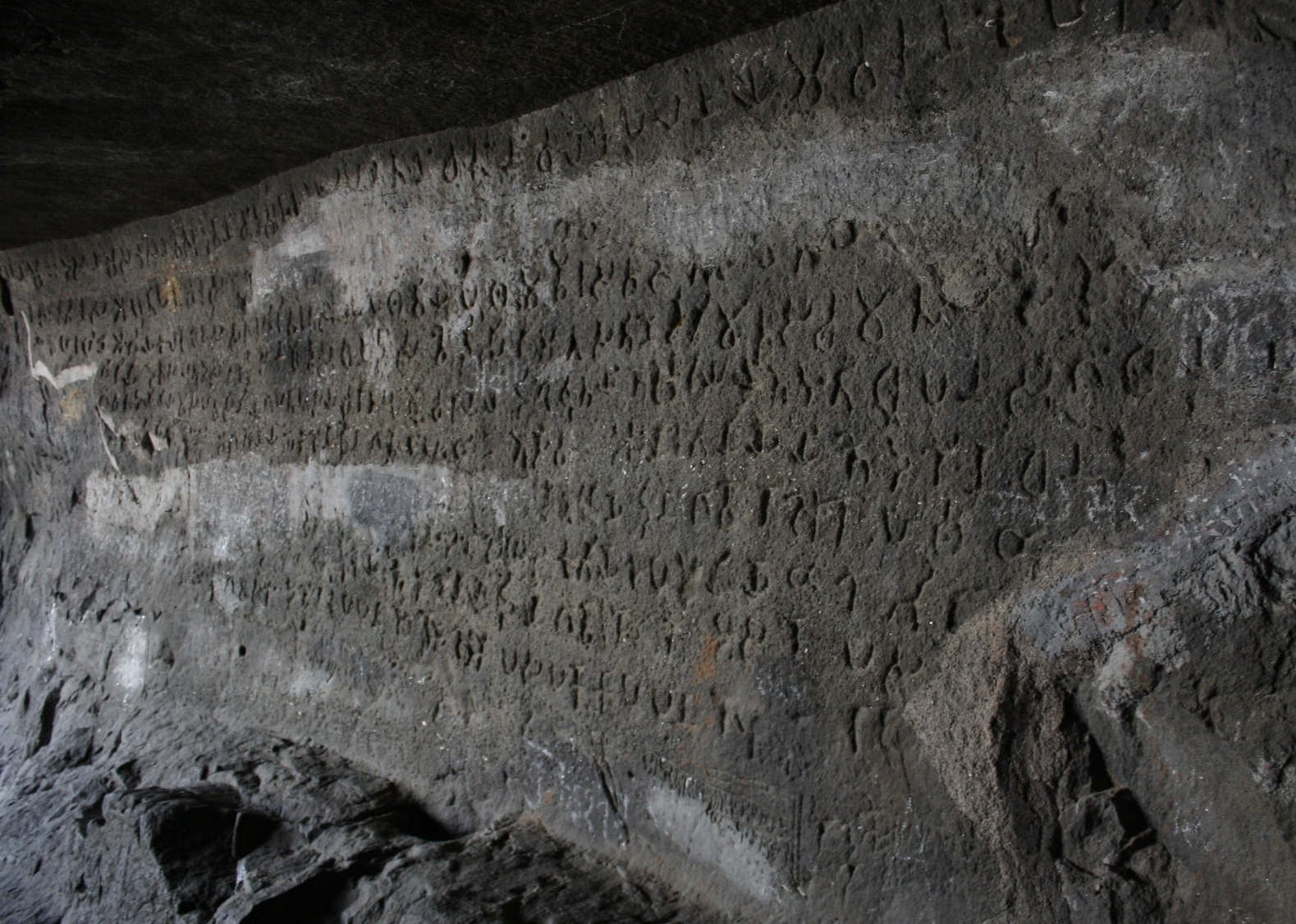
나네가트 비문. 기원전 70-60년으로 추정되며, 재위 중인 왕 사타카르니 1세, 그의 왕비 나이가니카, 그리고 그의 아버지로 추정되는 '영광스러운' 시무카를 언급한다.

시무카는 나네가트에 있는 사타바하나 비문에서 왕족 목록의 첫 번째 왕으로 언급되어 있다. 여러 푸라나는 안드라 왕조의 설립자에 대해 다른 이름을 가지고 있다. 마츠야 푸라나에서는 시슈카, 비슈누 푸라나에서는 시프라카, 바유 푸라나에서는 신두카, 브라흐만다 푸라나에서는 체스마카, 스칸다 푸라나의 쿠마리카 칸다에서는 슈드라카 또는 수라카이다. 이들은 필사본의 복사와 재복사에 따른 "시무카"의 오타로 추정된다.
마츠야 푸라나와 바유 푸라나는 초대 안드라 왕이 칸바 왕조의 수샤르만 왕(기원전 40~30년경)을 전복시켰다고 언급한다. 시무카가 이 왕과 동일시되는 것을 바탕으로 일부 학자들은 시무카의 통치가 기원전 30년에 시작되었다고 믿는다. 이 이론을 지지하는 학자로는 D. C. 시르카르, H. C. 라이차우두리 등이 있다.
마츠야 푸라나는 안드라 왕조가 450년 동안 통치했다고 언급한다. 사타바하나의 통치는 3세기 초까지 계속된 것으로 알려져 있다. 따라서 사타바하나 통치의 시작은 기원전 3-2세기로 거슬러 올라갈 수 있다. 또한 메가스테네스(기원전 350~290년)의 인디카에는 "안다래"라는 강력한 부족이 언급되는데, 그들의 왕은 10만 보병, 2천 기병, 1천 코끼리로 구성된 군대를 유지했다. 만약 안다래가 안드라족과 동일시된다면, 이것은 기원전 3세기에 시작된 사타바하나 통치의 추가적인 증거로 간주될 수 있다. 이 이론에 따르면 시무카는 마우리아 황제 아소카(기원전 304~232년)의 직계 후계자였다. 이 학자들에 따르면, 칸바 통치자 수샤르만은 시무카의 후계자에 의해 전복되었다. 브라흐만다 푸라나는 "네 칸바는 45년 동안 땅을 다스릴 것이고; 그러면 (그것은) 다시 안드라에게 갈 것이다"라고 명시한다. 이는 사타바하나가 칸바가 그들을 정복하기 전에 권력을 잡았음을 나타낸다. 칸바의 통치는 결국 사타바하나 왕에 의해 전복되었다. 이 이론을 지지하는 학자로는 A. S. 알테카르, K. P. 자야스왈, V. A. 스미스 등이 있다.
수다카르 차토파디아야에 따르면, 시무카는 칸바의 공위시대 이후 사타바하나 통치를 부활시킨 인물이며, 따라서 '제2의' 사타바하나 왕조의 설립자이다. 푸라나의 편찬자들은 그의 이름을 원래 왕조의 설립자와 혼동했다. 찰스 하이엄에 따르면, 주화 기반 증거는 시무카의 통치가 기원전 120년 이전에 끝났음을 시사한다. 히만슈 프라바 레이 또한 시무카를 기원전 100년 이전으로 본다. 앤드류 올렛은 최근 분석에서 그의 통치 가능 기간을 기원전 120년에서 96년으로 본다.

## 전기
시무카에 대해 알려진 것은 많지 않다. 자이나교 전설에 따르면 그는 자이나교를 받아들였다. 그러나 말년에 그는 폭군이 되었고, 이로 인해 폐위되고 살해되었다. 푸라나에 따르면, 칸바 왕조의 마지막 왕은 안드라 왕조(또는 사타바하나 왕조)의 초대 왕에게 살해되고 계승되었다. 푸라나에 따르면: "안드라 시무카는 칸바 왕조와 수샤르만을 공격하고 슝가 왕조의 잔재를 파괴하며 이 땅을 얻을 것이다." 그는 일부 문헌에서 발리푸차라고 불린다.
시무카는 그의 동생 칸하에게 계승되었는데, 칸하는 제국을 서쪽으로 최소한 나시크까지 확장시켰으며, 그곳에는 칸하의 이름으로 된 비문이 알려져 있다.
마츠야 푸라나에 따르면 크리슈나(즉, 칸하)는 말라카르니에게 계승되었지만, 다른 푸라나에 따르면 그는 사타카르니에게 계승되었다. 사타카르니의 나네가트 석굴 비문은 그의 가족 구성원들을 나열하는데, 시무카의 이름은 언급하지만 칸하의 이름은 언급하지 않는다. 이를 바탕으로 역사가들은 사타카르니가 시무카의 아들이며 칸하를 계승했다고 결론 내린다.